# فريد خذر
فريد خذر (بالفرنسية: Ferrid Kheder) ولد في 3 مارس 1975 هو مقاتل فنون القتال المختلطة و لاعب جودو تونسي فرنسي.

## وصلات خارجية
- فريد خذر على موقع الفيدرالية الدولية للجودو (الإنجليزية)
- فريد خذر على موقع JudoInside.com (الإنجليزية)
- فريد خذر على موقع AllJudo.net (الفرنسية)
- فريد خذر على موقع شيردوغ (الإنجليزية)
- فريد خذر على موقع اللجنة الأولمبية الدولية (الإنجليزية)
- فريد خذر على موقع أوليمبيديا (الإنجليزية)
- فريد خذر في JudoInside